# Solinco
Solinco är en ort i Mexiko.   Den ligger i kommunen Ixtacamaxtitlán och delstaten Puebla, i den sydöstra delen av landet, 130 km öster om huvudstaden Mexico City. Solinco ligger 2 510 meter över havet och antalet invånare är 215.
Terrängen runt Solinco är lite bergig, och sluttar norrut. Runt Solinco är det ganska tätbefolkat, med 67 invånare per kvadratkilometer. Närmaste större samhälle är Terrenate, 16,1 km söder om Solinco. I omgivningarna runt Solinco växer huvudsakligen savannskog.